# Trichogramma embryophagum
Trichogramma embryophagum är en stekelart som först beskrevs av Hartig 1838.  Trichogramma embryophagum ingår i släktet Trichogramma och familjen hårstrimsteklar. Inga underarter finns listade i Catalogue of Life.